# العلاقات الكيريباتية المالية
العلاقات الكيريباتية المالية هي العلاقات الثنائية التي تجمع بين كيريباتي ومالي.

## مقارنة بين البلدين
هذه مقارنة عامة ومرجعية للدولتين:
| وجه المقارنة                                              | كيريباتي                        | مالي            |
| --------------------------------------------------------- | ------------------------------- | --------------- |
| المساحة (كم2)                                             | 811                             | 1.24 مليون      |
| عدد السكان (نسمة)                                         | 116.40 ألف                      | 18.54 مليون     |
| الكثافة السكانية (ن./كم²)                                 | 14.35 ألف                       | 14.95           |
| العاصمة                                                   | جنوب تاراوا                     | باماكو          |
| اللغة الرسمية                                             | لغة إنجليزية، اللغة الكيريباتية | لغة فرنسية      |
| العملة                                                    | دولار كريباتي، دولار أسترالي    | فرنك غرب أفريقي |
| الناتج المحلي الإجمالي (بليون دولار)                      | 196.15 مليون                    | 15.29 مليار     |
| الناتج المحلي الإجمالي (تعادل القوة الشرائية) بليون دولار | 224.26 مليون                    | 35.69 مليار     |
| الناتج المحلي الإجمالي الاسمي للفرد دولار أمريكي          | 1.42 ألف                        | 724             |
| الناتج المحلي الإجمالي للفرد دولار أمريكي                 | 1.81 ألف                        | 1.60 ألف        |
| مؤشر التنمية البشرية                                      | 0.590                           | 0.419           |
| رمز المكالمات الدولي                                      | +686                            | +223            |
| رمز الإنترنت                                              | .ki                             | .ml             |
| المنطقة الزمنية                                           |                                 | 00              |

## منظمات دولية مشتركة
يشترك البلدان في عضوية مجموعة من المنظمات الدولية، منها:
| علم المنظمة | اسم المنظمة                                 | تاريخ انضمام كيريباتي | تاريخ انضمام مالي |
| ----------- | ------------------------------------------- | --------------------- | ----------------- |
|             | منظمة حظر الأسلحة الكيميائية                | ?                     | ?                 |
|             | البنك الدولي للإنشاء والتعمير               | 29 سبتمبر 1986        | 27 سبتمبر 1963    |
|             | الأمم المتحدة                               | 14 سبتمبر 1999        | 28 سبتمبر 1960    |
|             | مجموعة دول أفريقيا والكاريبي والمحيط الهادئ | ?                     | ?                 |
|             | يونسكو                                      | 24 أكتوبر 1989        | 7 نوفمبر 1960     |
|             | مؤسسة التنمية الدولية                       | 2 أكتوبر 1986         | 27 سبتمبر 1963    |
|             | مؤسسة التمويل الدولية                       | 2 أكتوبر 1986         | 9 مايو 1978       |
|             | الاتحاد البريدي العالمي                     | ?                     | ?                 |
|             | الاتحاد الدولي للاتصالات                    | 3 نوفمبر 1986         | 21 أكتوبر 1960    |